# Temporada 1993-94 de los Miami Heat
La temporada 1993-94 fue la sexta de los Miami Heat en la NBA. La temporada regular acabó con 42 victorias y 40 derrotas, ocupando el octavo puesto de la conferencia Este, clasificándose para los playoffs, donde cayeron en primera ronda ante Atlanta Hawks.

## Elecciones en elDraft
| Ronda | Puesto | Jugador   | Posición | Nacionalidad   | Universidad |
| ----- | ------ | --------- | -------- | -------------- | ----------- |
| 2     | 35     | Ed Stokes | Pívot    | Estados Unidos | Arizona     |

## Temporada regular
| División Atlántico | División Atlántico | División Atlántico | División Atlántico | División Atlántico | División Atlántico | División Atlántico | División Atlántico | División Atlántico |
| Equipo             | G                  | P                  | %                  | PD                 | Casa               | Fuera              | Div                |                    |
| ------------------ | ------------------ | ------------------ | ------------------ | ------------------ | ------------------ | ------------------ | ------------------ | ------------------ |
| y-New York Knicks  | 57                 | 25                 | .695               | —                  | 32–9               | 25–16              | 18–10              |                    |
| x-Orlando Magic    | 50                 | 32                 | .610               | 7                  | 31–10              | 19–22              | 20–8               |                    |
| x-New Jersey Nets  | 45                 | 37                 | .549               | 12                 | 29–12              | 16–25              | 17–11              |                    |
| x-Miami Heat       | 42                 | 40                 | .512               | 15                 | 22–19              | 20–21              | 16–12              |                    |
| Boston Celtics     | 32                 | 50                 | .390               | 25                 | 18–23              | 14–27              | 12–16              |                    |
| Philadelphia 76ers | 25                 | 57                 | .305               | 32                 | 15–26              | 10–31              | 7–21               |                    |
| Washington Bullets | 24                 | 58                 | .293               | 33                 | 17–24              | 7–34               | 8–20               |                    |

## Playoffs

### Primera ronda
Atlanta Hawks  vs. Miami Heat
| Fecha       | Partido                           | Ciudad  |
| ----------- | --------------------------------- | ------- |
| 28 de abril | Atlanta Hawks 88, Miami Heat 93   | Atlanta |
| 30 de abril | Atlanta Hawks 104, Miami Heat 86  | Atlanta |
| 3 de mayo   | Miami Heat 90, Atlanta Hawks 86   | Miami   |
| 5 de mayo   | Miami Heat 89, Atlanta Hawks 103  | Miami   |
| 8 de mayo   | Atlanta Hawks 102, Miami Heat 91  | Atlanta |
|             | Atlanta Hawks gana las series 3-2 |         |

## Estadísticas

### Temporada regular
| Rk | Jugador        | Edad | P  | PT | MP   | TC  | TCI  | %TC  | T3  | T3I | %T3  | TL  | TLI | %TL  | RO  | RD  | RT   | AS  | RB  | TAP | BP  | FP  | PTS  |
| -- | -------------- | ---- | -- | -- | ---- | --- | ---- | ---- | --- | --- | ---- | --- | --- | ---- | --- | --- | ---- | --- | --- | --- | --- | --- | ---- |
| 1  | Glen Rice      | 26   | 81 | 81 | 37.0 | 8.2 | 17.5 | .467 | 1.6 | 4.3 | .382 | 3.1 | 3.5 | .880 | 0.9 | 4.4 | 5.4  | 2.3 | 1.4 | 0.4 | 1.6 | 2.3 | 21.1 |
| 2  | Steve Smith    | 24   | 78 | 77 | 35.6 | 6.3 | 13.8 | .456 | 1.2 | 3.4 | .347 | 3.5 | 4.2 | .835 | 2.0 | 2.5 | 4.5  | 5.1 | 1.1 | 0.4 | 2.6 | 2.8 | 17.3 |
| 3  | Rony Seikaly   | 28   | 72 | 60 | 33.5 | 5.4 | 11.2 | .488 | 0.0 | 0.0 | .000 | 4.2 | 5.9 | .720 | 3.4 | 6.9 | 10.3 | 1.9 | 0.8 | 1.4 | 2.7 | 3.9 | 15.1 |
| 4  | Grant Long     | 27   | 69 | 59 | 31.9 | 4.3 | 9.7  | .446 | 0.0 | 0.1 | .167 | 2.7 | 3.4 | .786 | 2.8 | 4.4 | 7.2  | 2.5 | 1.3 | 0.4 | 1.8 | 3.5 | 11.4 |
| 5  | Brian Shaw     | 27   | 77 | 52 | 26.5 | 3.6 | 8.7  | .417 | 0.9 | 2.8 | .338 | 0.8 | 1.2 | .719 | 1.4 | 3.2 | 4.5  | 5.0 | 0.9 | 0.3 | 2.2 | 2.5 | 9.0  |
| 6  | John Salley    | 29   | 76 | 45 | 25.1 | 2.7 | 5.7  | .477 | 0.0 | 0.0 | .667 | 2.2 | 3.0 | .729 | 1.7 | 3.6 | 5.4  | 1.8 | 0.7 | 1.0 | 1.2 | 3.4 | 7.7  |
| 7  | Bimbo Coles    | 25   | 76 | 4  | 22.7 | 3.1 | 6.8  | .449 | 0.3 | 1.3 | .202 | 1.3 | 1.7 | .779 | 0.7 | 1.4 | 2.1  | 3.5 | 1.0 | 0.2 | 1.4 | 1.7 | 7.7  |
| 8  | Harold Miner   | 22   | 63 | 31 | 21.6 | 4.0 | 8.4  | .477 | 0.1 | 0.1 | .667 | 2.4 | 2.9 | .828 | 1.2 | 1.3 | 2.5  | 1.5 | 0.5 | 0.2 | 1.5 | 2.1 | 10.5 |
| 9  | Matt Geiger    | 24   | 72 | 0  | 16.7 | 2.8 | 4.9  | .574 | 0.0 | 0.1 | .200 | 1.6 | 2.1 | .779 | 1.7 | 2.6 | 4.2  | 0.4 | 0.5 | 0.4 | 0.8 | 2.8 | 7.2  |
| 10 | Willie Burton  | 25   | 53 | 1  | 13.2 | 2.3 | 5.3  | .438 | 0.1 | 0.3 | .200 | 2.3 | 3.0 | .759 | 0.9 | 1.6 | 2.6  | 0.7 | 0.3 | 0.4 | 1.0 | 1.8 | 7.0  |
| 11 | Keith Askins   | 26   | 37 | 0  | 8.6  | 1.0 | 2.4  | .409 | 0.1 | 0.6 | .190 | 0.2 | 0.3 | .900 | 0.9 | 1.3 | 2.2  | 0.4 | 0.3 | 0.0 | 0.6 | 1.5 | 2.3  |
| 12 | Morlon Wiley   | 27   | 4  | 0  | 8.5  | 0.8 | 2.0  | .375 | 0.3 | 1.0 | .250 | 0.0 | 0.0 |      | 0.0 | 1.0 | 1.0  | 1.8 | 0.5 | 0.0 | 1.5 | 1.0 | 1.8  |
| 13 | Manute Bol     | 31   | 8  | 0  | 7.6  | 0.1 | 1.5  | .083 | 0.0 | 0.4 | .000 | 0.0 | 0.0 |      | 0.1 | 1.3 | 1.4  | 0.0 | 0.0 | 0.8 | 0.6 | 0.5 | 0.3  |
| 14 | Alec Kessler   | 27   | 15 | 0  | 4.4  | 0.7 | 1.7  | .440 | 0.3 | 0.6 | .556 | 0.4 | 0.5 | .750 | 0.3 | 0.4 | 0.7  | 0.1 | 0.1 | 0.1 | 0.3 | 0.9 | 2.2  |
| 15 | Gary Alexander | 24   | 4  | 0  | 3.0  | 0.3 | 0.5  | .500 | 0.0 | 0.0 |      | 0.0 | 0.5 | .000 | 0.3 | 0.5 | 0.8  | 0.3 | 0.0 | 0.0 | 0.3 | 0.8 | 0.5  |

### Playoffs
| Rk | Jugador       | Edad | P | PT | MP   | TC  | TCI  | %TC  | T3  | T3I | %T3  | TL  | TLI | %TL  | RO  | RD  | RT  | AS  | RB  | TAP | BP  | FP  | PTS  |
| -- | ------------- | ---- | - | -- | ---- | --- | ---- | ---- | --- | --- | ---- | --- | --- | ---- | --- | --- | --- | --- | --- | --- | --- | --- | ---- |
| 1  | John Salley   | 29   | 5 | 5  | 40.2 | 4.4 | 11.4 | .386 | 0.0 | 0.0 |      | 2.2 | 3.2 | .688 | 3.2 | 4.8 | 8.0 | 1.6 | 0.4 | 1.0 | 1.2 | 4.2 | 11.0 |
| 2  | Glen Rice     | 26   | 5 | 5  | 39.0 | 5.2 | 13.6 | .382 | 1.4 | 4.6 | .304 | 1.2 | 1.6 | .750 | 1.2 | 6.0 | 7.2 | 2.0 | 2.2 | 0.4 | 2.8 | 2.8 | 13.0 |
| 3  | Steve Smith   | 24   | 5 | 5  | 38.4 | 6.6 | 16.0 | .413 | 1.8 | 4.4 | .409 | 4.2 | 5.0 | .840 | 3.4 | 2.6 | 6.0 | 2.2 | 0.8 | 0.4 | 2.0 | 2.4 | 19.2 |
| 4  | Rony Seikaly  | 28   | 5 | 3  | 33.0 | 2.8 | 6.4  | .438 | 0.0 | 0.0 |      | 2.6 | 4.6 | .565 | 3.8 | 5.6 | 9.4 | 1.6 | 0.8 | 1.4 | 2.2 | 4.4 | 8.2  |
| 5  | Bimbo Coles   | 25   | 5 | 0  | 28.0 | 5.0 | 9.4  | .532 | 0.2 | 0.8 | .250 | 3.6 | 4.6 | .783 | 0.4 | 2.4 | 2.8 | 3.4 | 1.4 | 0.2 | 2.2 | 3.0 | 13.8 |
| 6  | Grant Long    | 27   | 4 | 2  | 27.5 | 3.5 | 9.0  | .389 | 0.0 | 0.0 |      | 5.3 | 6.8 | .778 | 2.5 | 2.0 | 4.5 | 1.8 | 0.8 | 0.5 | 2.5 | 4.0 | 12.3 |
| 7  | Brian Shaw    | 27   | 5 | 5  | 22.4 | 3.2 | 8.2  | .390 | 0.0 | 2.6 | .000 | 1.4 | 2.4 | .583 | 0.6 | 3.4 | 4.0 | 1.8 | 0.8 | 0.2 | 2.6 | 1.6 | 7.8  |
| 8  | Harold Miner  | 22   | 4 | 0  | 14.3 | 3.0 | 6.5  | .462 | 0.0 | 0.0 |      | 2.0 | 2.8 | .727 | 0.8 | 1.3 | 2.0 | 0.5 | 0.3 | 0.0 | 0.5 | 1.0 | 8.0  |
| 9  | Keith Askins  | 26   | 1 | 0  | 6.0  | 0.0 | 1.0  | .000 | 0.0 | 0.0 |      | 0.0 | 0.0 |      | 1.0 | 0.0 | 1.0 | 0.0 | 0.0 | 0.0 | 2.0 | 0.0 | 0.0  |
| 10 | Willie Burton | 25   | 2 | 0  | 5.5  | 0.5 | 2.0  | .250 | 0.0 | 1.0 | .000 | 0.0 | 0.0 |      | 0.0 | 0.0 | 0.0 | 0.0 | 0.0 | 0.0 | 0.5 | 1.5 | 1.0  |
| 11 | Matt Geiger   | 24   | 2 | 0  | 5.5  | 0.0 | 1.0  | .000 | 0.0 | 0.0 |      | 0.5 | 1.0 | .500 | 0.0 | 2.0 | 2.0 | 0.0 | 0.0 | 0.0 | 0.0 | 0.5 | 0.5  |